# زرين جو (مقاطعة دلفان)
زرين جو (بالفارسية: زرین جو) هي قرية تقع في قسم ايتيوند الشمالي الريفي (مقاطعة دلفان) في إيران. يقدر عدد سكانها بـ 25 نسمة بحسب إحصاء 2016.